# Yūji Ide
Yūji Ide (jap. 井出 有治, Ide Yūji; * 21. Januar 1975 in Urawa (heute: Urawa-ku, Saitama)) ist ein japanischer Automobilrennfahrer. Er nahm 2006 als Fahrer des Super-Aguri-F1-Teams an der Formel-1-Weltmeisterschaft teil.

## Karriere
Yūji Ide fuhr von 1994 bis 1998 in der japanischen Formel 3. Von 1999 bis 2005 fuhr er in der japanischen Super-GT-Serie, gleichzeitig aber auch in der japanischen und französischen Formel 3 (2001 und 2002) sowie der Formel Nippon (2003–2005), in der er 2005 Vizemeister wurde.
2006 fuhr er als zweiter Fahrer beim neuen Super-Aguri-F1-Team, wo er die Startnummer 23 erhielt. Erster Fahrer in diesem Team war sein Landsmann Takuma Satō.
Allerdings zeigte er in den ersten Saisonrennen nur sehr mäßige Leistungen und wurde regelmäßig von seinem eigenen Teamkollegen überrundet. Nachdem er beim Großen Preis von San Marino in Imola auch noch einen Überschlag von Midland-Fahrer Christijan Albers verursachte, legte die FIA dem Rennstall nahe, Ide nicht mehr als Grand-Prix-Pilot einzusetzen. An seiner Stelle steuerte ab dem Großen Preis von Europa auf dem Nürburgring der Franzose Franck Montagny den zweiten Super-Aguri. Im Vorfeld des Großen Preises von Spanien in Barcelona bestätigte Super-Aguri, dass die FIA dem damals 31 Jahre alten Japaner die für die Königsklasse nötige Superlizenz für die komplette Saison entzogen hatte, weshalb Ide 2006 nicht mehr zum Einsatz kam.
Von 2006 bis 2008 fuhr er wieder Rennen in der Formel Nippon und der Super-GT-Meisterschaft. In den Jahren 2007 und 2008 trat er in beiden Serien für das Team Autobacs Racing Team Aguri seines ehemaligen Formel-1-Teamchefs Aguri Suzuki an.
2010 startete er in der Formel Nippon. Am Saisonende belegte er den 14. Platz.

## Statistik

### Statistik in der Formel-1-Weltmeisterschaft

#### Gesamtübersicht
| Saison | Team                  | Chassis          | Motor        | Rennen | Siege | Zweiter | Dritter | Poles | schn. Rennrunden | Punkte | WM-Pos. |
| ------ | --------------------- | ---------------- | ------------ | ------ | ----- | ------- | ------- | ----- | ---------------- | ------ | ------- |
| 2006   | Super Aguri Formula 1 | Super Aguri SA05 | Honda 2.4 V8 | 4      | –     | –       | –       | –     | –                | –      | 25.     |
| Gesamt | Gesamt                | Gesamt           | Gesamt       | 4      | –     | –       | –       | –     | –                | –      |         |

#### Einzelergebnisse
| Saison | 1   | 2  | 3   | 4 | 5 | 6 | 7 | 8 | 9 | 10 | 11 | 12 | 13 | 14 | 15 | 16 | 17 | 18 |
| ------ | --- | -- | --- | - | - | - | - | - | - | -- | -- | -- | -- | -- | -- | -- | -- | -- |
| 2006   |     |    |     |   |   |   |   |   |   |    |    |    |    |    |    |    |    |    |
| DNF    | DNF | 13 | DNF |   |   |   |   |   |   |    |    |    |    |    |    |    |    |    |

| Legende  | Legende            | Legende                                                          |
| Farbe    | Abkürzung          | Bedeutung                                                        |
| -------- | ------------------ | ---------------------------------------------------------------- |
| Gold     | –                  | Sieg                                                             |
| Silber   | –                  | 2. Platz                                                         |
| Bronze   | –                  | 3. Platz                                                         |
| Grün     | –                  | Platzierung in den Punkten                                       |
| Blau     | –                  | Klassifiziert außerhalb der Punkteränge                          |
| Violett  | DNF                | Rennen nicht beendet (did not finish)                            |
| Violett  | NC                 | nicht klassifiziert (not classified)                             |
| Rot      | DNQ                | nicht qualifiziert (did not qualify)                             |
| Rot      | DNPQ               | in Vorqualifikation gescheitert (did not pre-qualify)            |
| Schwarz  | DSQ                | disqualifiziert (disqualified)                                   |
| Weiß     | DNS                | nicht am Start (did not start)                                   |
| Weiß     | WD                 | zurückgezogen (withdrawn)                                        |
| Hellblau | PO                 | nur am Training teilgenommen (practiced only)                    |
| Hellblau | TD                 | Freitags-Testfahrer (test driver)                                |
| ohne     | DNP                | nicht am Training teilgenommen (did not practice)                |
| ohne     | INJ                | verletzt oder krank (injured)                                    |
| ohne     | EX                 | ausgeschlossen (excluded)                                        |
| ohne     | DNA                | nicht erschienen (did not arrive)                                |
| ohne     | C                  | Rennen abgesagt (cancelled)                                      |
| ohne     | keine WM-Teilnahme |                                                                  |
| sonstige | P/fett             | Pole-Position                                                    |
| sonstige | 1/2/3/4/5/6/7/8    | Punktplatzierung im Sprint-/Qualifikationsrennen                 |
| sonstige | SR/kursiv          | Schnellste Rennrunde                                             |
| sonstige | *                  | nicht im Ziel, aufgrund der zurückgelegten Distanz aber gewertet |
| sonstige | ()                 | Streichresultate                                                 |
| sonstige | unterstrichen      | Führender in der Gesamtwertung                                   |